# Amnios

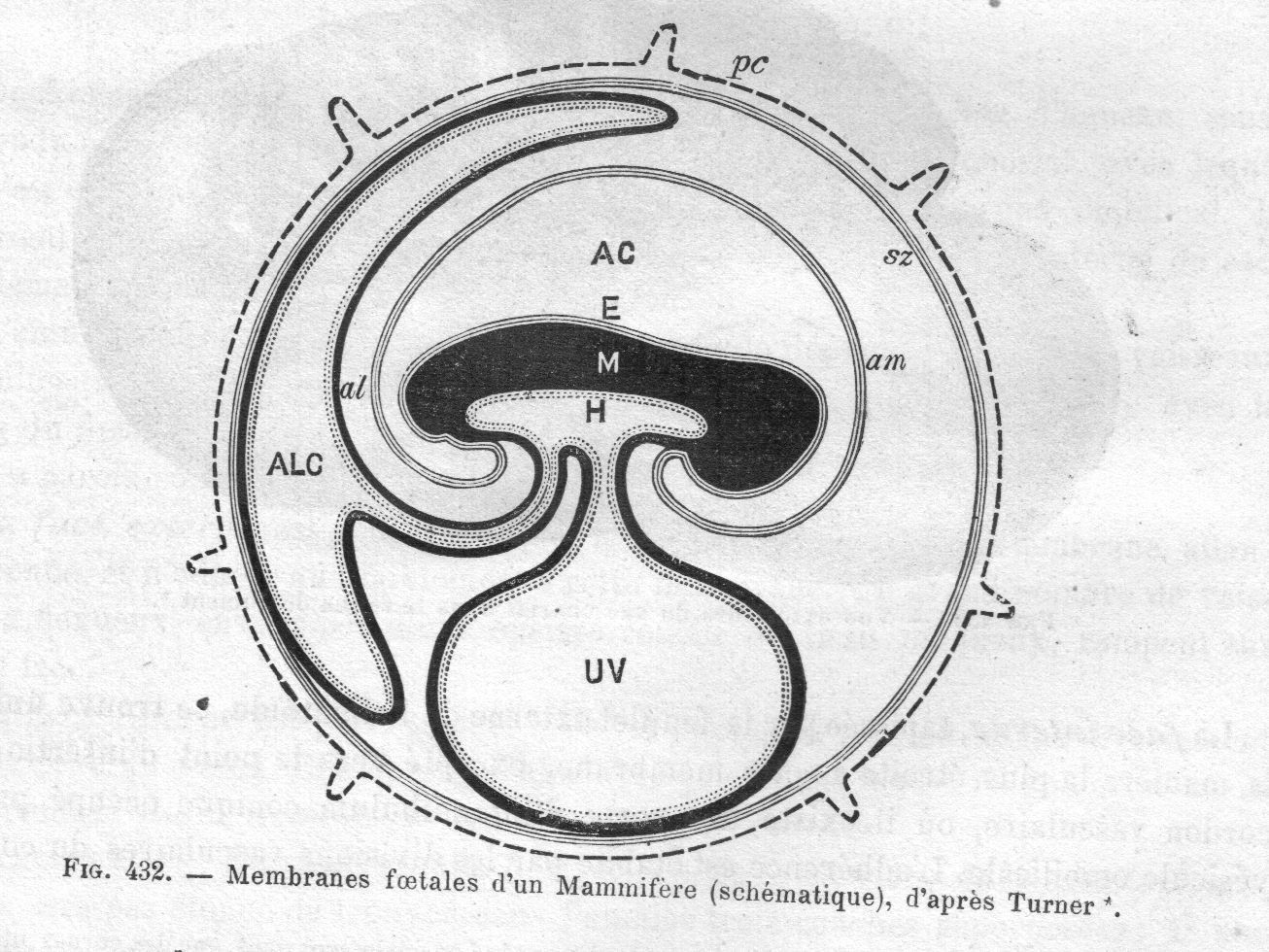
AC: cavité amniotique du sac amniotique, E: embryon, UV: vésicule vitelline

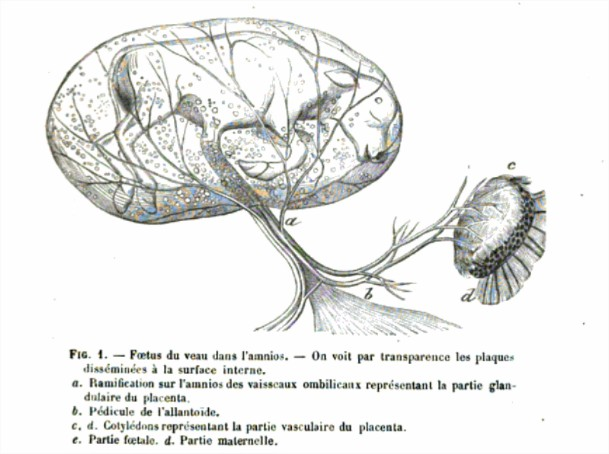
Fœtus du veau dans l'amnios.

L'amnios est l'enveloppe qui se constitue autour de l'embryon (puis du fœtus) des amniotes et qui a pour rôle de le protéger. L'amnios et le chorion forment ensemble la paroi du sac amniotique qui maintient autour de l'embryon le liquide amniotique, qui protège l'embryon des chocs et de la déshydratation. Il caractérise les amniotes et constitue une adaptation très importante à la vie hors de l’eau.
Ce sac amniotique est fabriqué à partir de l'ectoderme et du mésoderme (somatopleure) de l'embryon, ce qui fait de l'amnios une annexe embryonnaire. Par opposition, le placenta est, quant à lui, d'origine fœto-maternelle.
Chez l'Homme, lors d'une grossesse gémellaire, plusieurs fœtus peuvent partager le même sac amniotique (jumeaux monoamniotiques). Ce cas, rare, peut être à l'origine de la naissance de jumeaux siamois (encore plus rare). Dans les autres cas, chaque fœtus possède son propre amnios (jumeaux biamniotiques).
De l'amnios des amniotes, il convient de distinguer l'amnioséreuse de certains insectes (tels que la drosophile) qui est également une annexe embryonnaire, mais qui est formée uniquement à partir d'ectoderme (de la région la plus dorsale de l'embryon). L'amnios des amniotes et l'amnioséreuse constituent en effet des structures analogues, mais elles sont apparues par convergence évolutive dans le cadre de la protection de la déshydratation lors du développement embryonnaire en milieu aérien.